# 시각적 문해력
시각적 문해력(visual literacy)은 정보를 이미지의 형태로 해석하고 협의하고 의미를 만드는 능력이다. 이것은 이미지는 “읽힐 수 있다”, 그리고 의미는 읽기의 과정을 통해 소통될 수 있다는 아이디어에 기초하고 있다.

## 배경
시각적 문해력(Visual Literacy)은 International Visual Literacy Association의 공동 설립자인 John Debes가 만들었다. 1969년에 Debes는 “시각적 문해력은 인류는 보는 것을 통해 발전할 수 있다. 그리고 동시에 소유하고 다른 감각의 경험들을 완성할 수 있다는 시각-능력 그룹을 가리킨다.”라는 실험적인 정의를 제안했다. 그러나 교육에서의 시각적 문해력, 예술 역사, 비평, 수사학, 기호학, 철학, 정보 디자인, 그래픽 디자인의 여러 개의 규칙 때문에 ‘시각적 문해력'은 용어의 사용은 이것이 처음 생겨난 이후로 계속 논쟁의 거리가 되었다.
기술의 진보가 전례가 없는 비율로 계속 발달되어 교육자들은 점점 더 생활에 있어서 필수의 것으로 시각문화 읽고 쓰기를 배우는 것을 장려하였다. 일반적으로 학교에서 가르쳐지는 언어문화 읽고 쓰기와(씌어진 또는 구두의 인류 언어로부터 의미를 만드는) 비슷하게, 대부분의 교육자들은 21세기의 문학은 더 많은 범위를 포함한다는 것에 동의할 것이다. . 교육자들은 학생들이 복잡한 세계에서 살아남고 의사소통하기 위해 시각문화를 읽고 쓰는 능력을 발달시키는 것을 도와주는 것이 중요하다는 것을 인지하고 있다.
New London 그룹의 Courtney Cazden, James Gee, Gunther Kress, Allan Luke와 같은 많은 학자들은 시각문화 읽고 쓰기와 언어문학 읽고 쓰기의 양분화 반대를 주장한다. 대신에 그들은 서로 작용하고, 양식을 교착하여 의미 구성의 과정에서 서로를 완벽하게 하는 언어문학과 시각문화의 공존의 필요성을 주장한다.
시각적 문해력은 현대의 매스 미디어에만 국한되어있는 것이 아니라 새로운 기술에도 해당이 된다. Scott McCloud의 Understanding Comics는 시각 미디어에서의 이야기의 역사를 논의한다. 또한, Lascaux, France에 있는 고대 벽화의 동물 그림들은 시각문화 읽고 쓰기의 초기 형태라고 할 수 있다. 따라서, 비록 ‘시각적 문해력’이라는 용어 자체가 1960년대에 붙여졌더라도 읽기 기호와 상징의 개념은 선사 이전부터 존재했다고 할 수 있다.

## 비고
1. ↑  What is visual literacy? 보관됨 2005-06-15 - 웨이백 머신, International Visual Literacy Association
2. ↑  Avgerinou, M. & Ericson, J. (1997). "A review of the concept of visual literacy 보관됨 2011-11-07 - archive.today", British Journal of Educational Technology, 28(4), 280-291.
3. ↑  Riddle, J. (2009). Engaging the Eye Generation: Visual Literacy Strategies for the K-5 Classroom. Stenhouse Publishers page 3. ISBN 978-1-57110-749-7
4. ↑  The New London School 보관됨 2009-07-08 - 웨이백 머신, Information Habitat wiki, 미시간 주립 대학교
5. ↑  Kress, Gunther R. (2003). 《Literacy in the New Media Age》. New York: Routledge. ISBN 0-415-25356-X.

## 같이 보기
- 광고
- 미술 평론
- 교육공학
- 선전 (사회학)